# Ausstellung Japanische Malerei von 1910 bis 1970
Die Ausstellung „Die andere Moderne. Japanische Malerei von 1910 bis 1970“ wurde im Rahmen der Veranstaltungen zu „Japan in Deutschland 1999–2000“ vom 12. September bis 24. Oktober 1999 in der Kunstsammlungen Chemnitz und vom 18. Januar bis 18. März 2000 in der Schirn Kunsthalle 
Frankfurt gezeigt. Es waren Werke von 26 japanischen Künstlern der Jahrgänge 1884 bis 1936 zu sehen.

## Zur Ausstellung
Die Ausstellung kann nach der Ausstellung Japanische Malerei im westlichen Stil 1985 als weiteres Gegenstück zur Ausstellung japanische Malerei im Jahr 1931 verstanden werden. Ging es 1931 um die Maler im „japanischen Stil“ (Nihonga), waren in Frankfurt und Chemnitz japanische Maler im „westliche Stil“ zu sehen. Diese Maler lösten sich zunehmend von ihren westlichen Vorbildern und entwickelten ihren persönlichen Stil.
Der Katalog, der zur Ausstellung erschien, hat einen Umfang von 207 Seiten. Er wird eingeleitet durch einen Dank der Museumsleiter Ingrid Mössinger und Hellmut Seemann und mit einem Grußwort von Fujii Hiroaki, dem Präsidenten der Japan Foundation. Es folgen dann die Beiträge
- Der japanische Weg in die Moderne (Irmgard Schaarschmidt-Richter)
- Eine Ausnahme (Sakai Tadayasu (酒井 忠康; * 1941), Kunstkritiker, Museumsdirektor)
- Das Aufkeimen des abstrakten Ausdrucks: Möglichkeiten der japanischen Kunst in den Jahren nach 1910 (Mizusawa Tsutomu (水沢 勉; * 1952), Kunstkritiker, Museumsdirektor)
- Der japanische Surrealismus in der letzten Hälfte der 30er Jahre: "Raum gestaltloser Materie" und "Raum makroskopischer Lebewesen" (Ozaki Shinzin)
- Die Japanische Kunst in den 50er und 60er Jahren von einer durchsichtigen Mauer umgeben (Matsumoto Tōru)

Nach Auffassung der Autoren unterscheidet sich die japanische Moderne von der westlichen durch ihr spezifisches Naturverständnis.

## Bilder in Köln

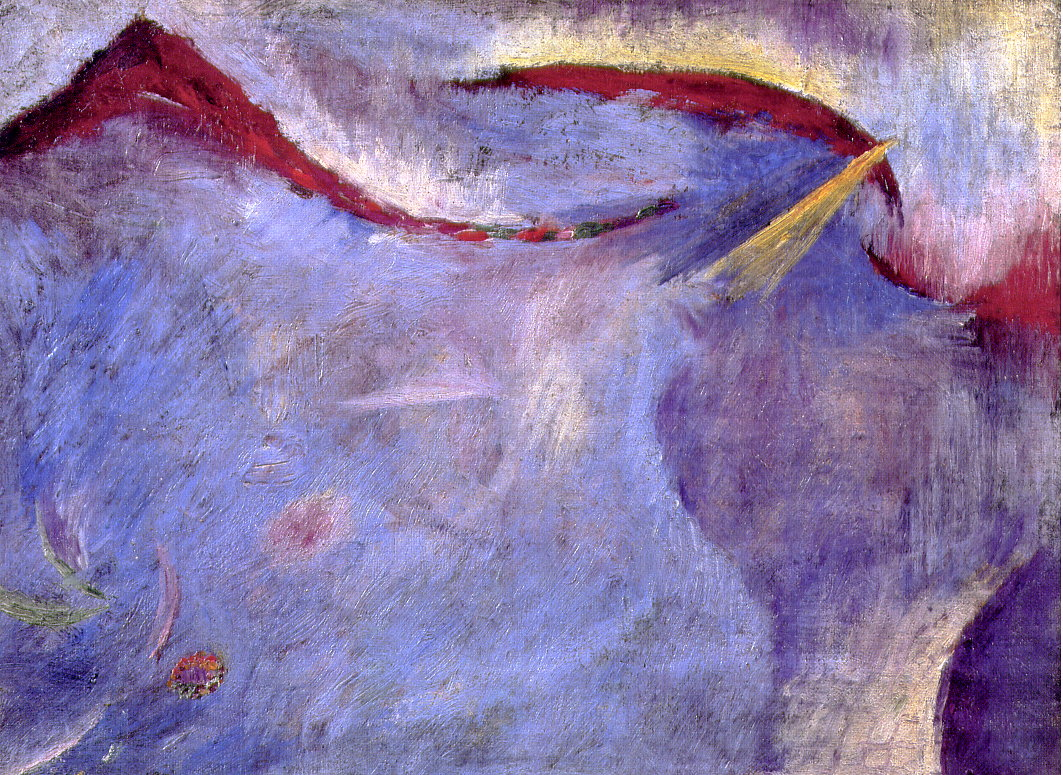
Yorozu: "Ohne Titel", 1913
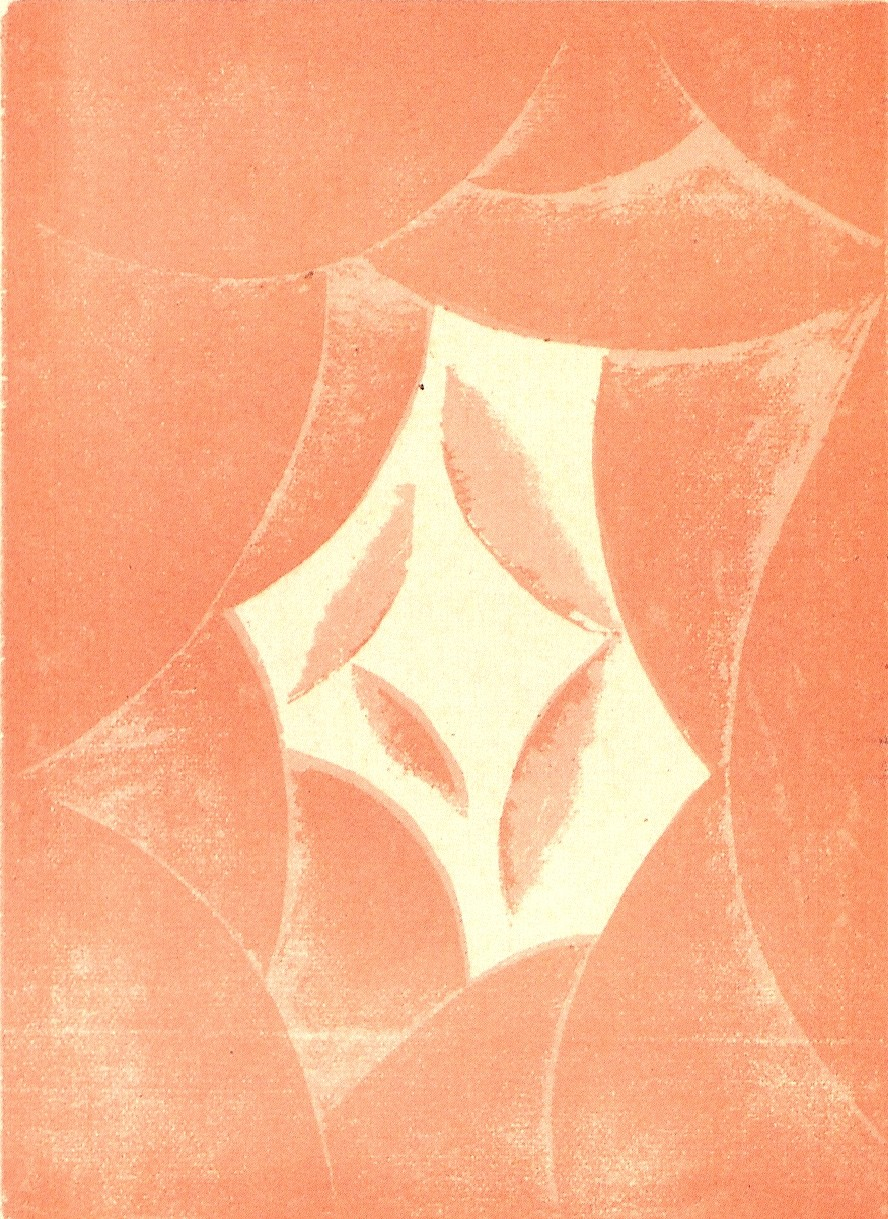
Onchi: "Helle Zeit", 1915
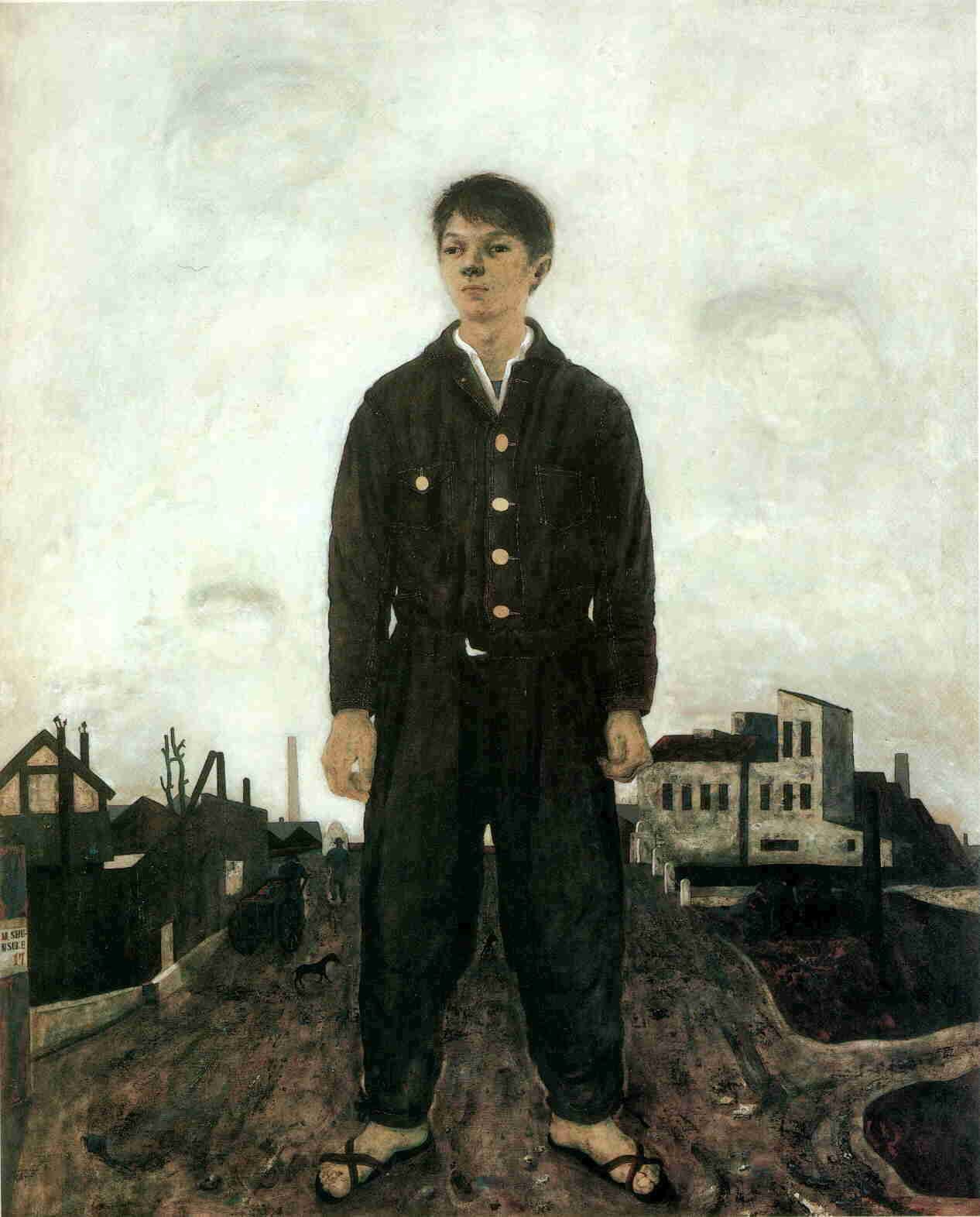
Matsumoto: Selbst
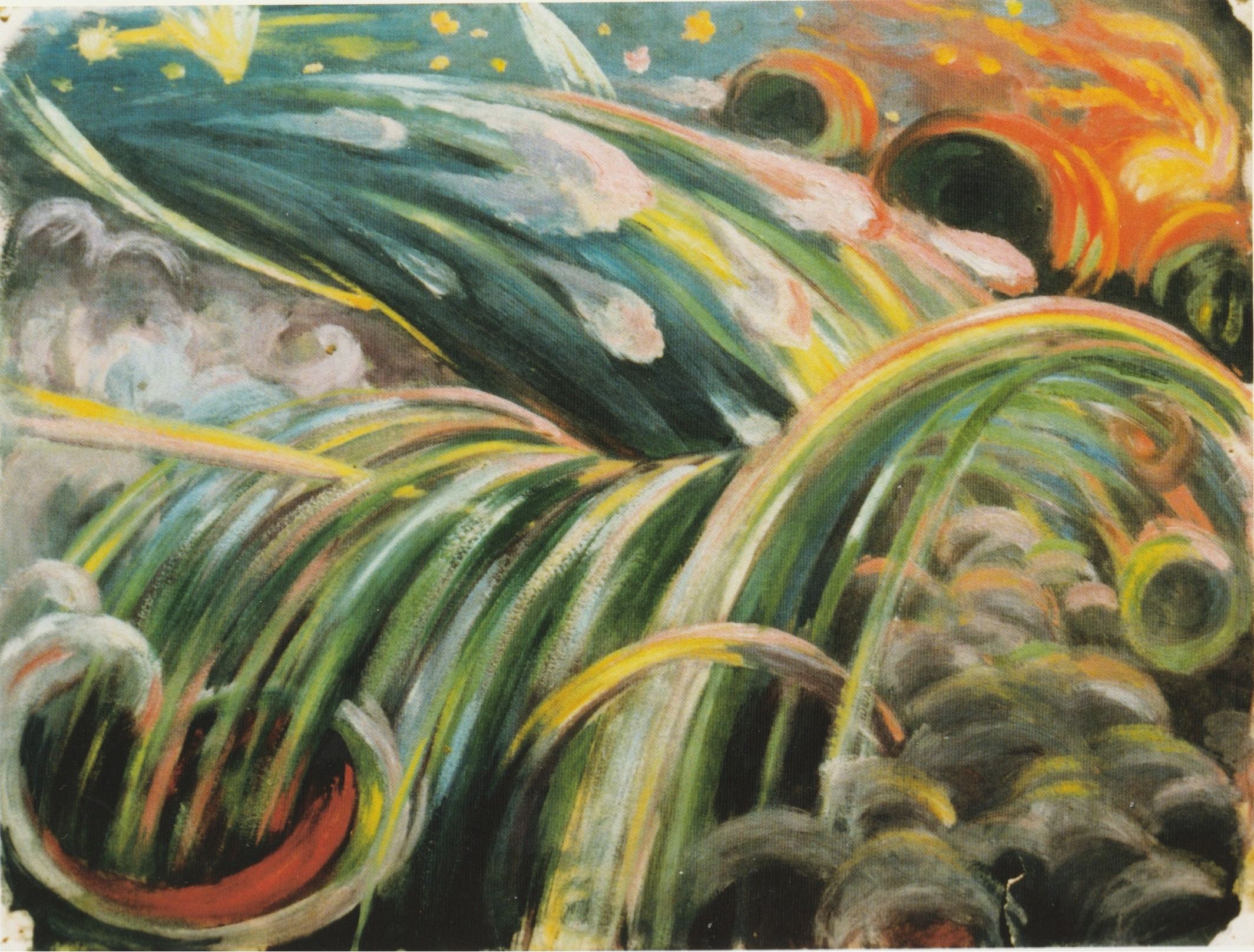
Nishimura: Kosmos, 1916
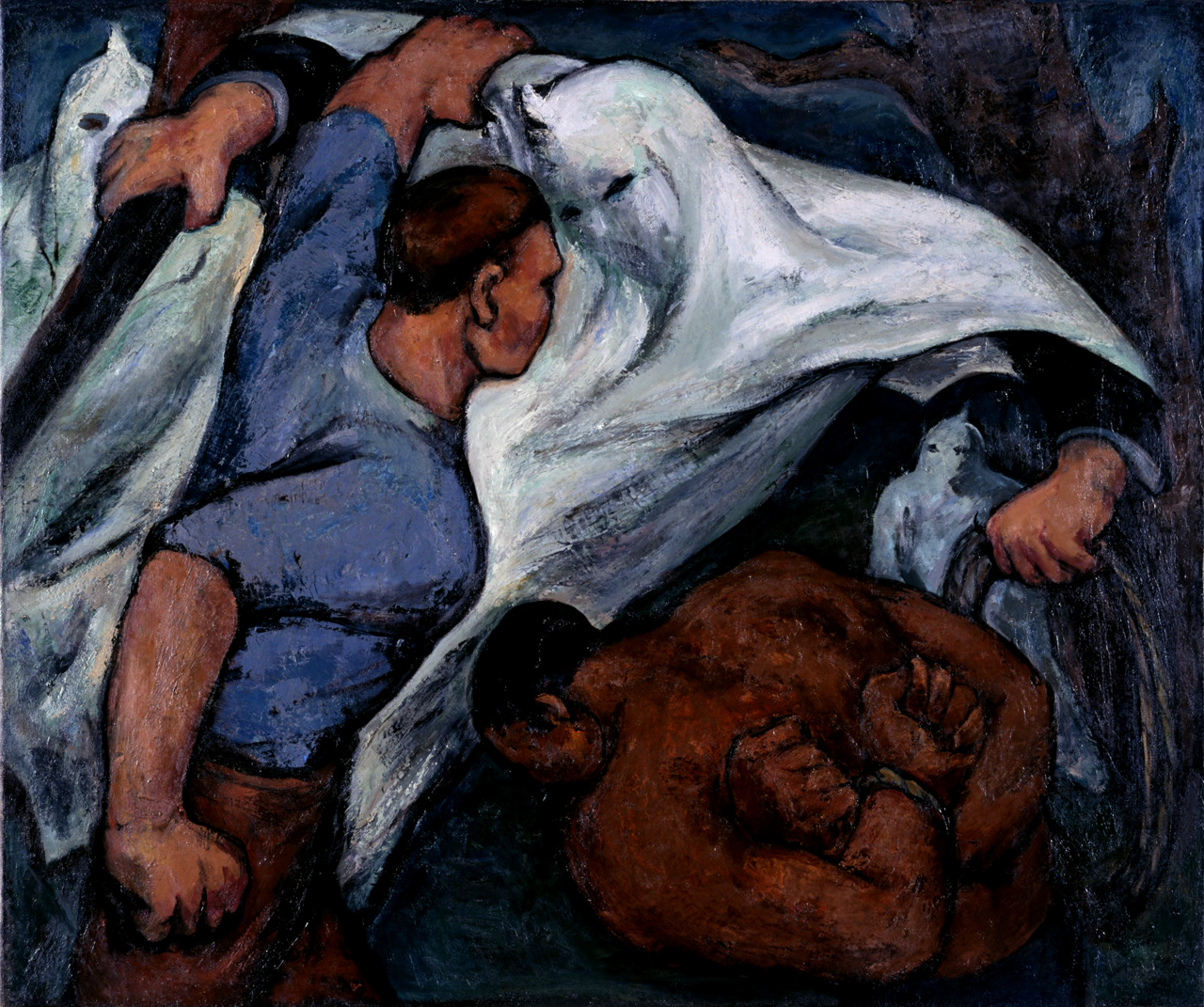
Ishigaki: „K.K.K.“, 1936
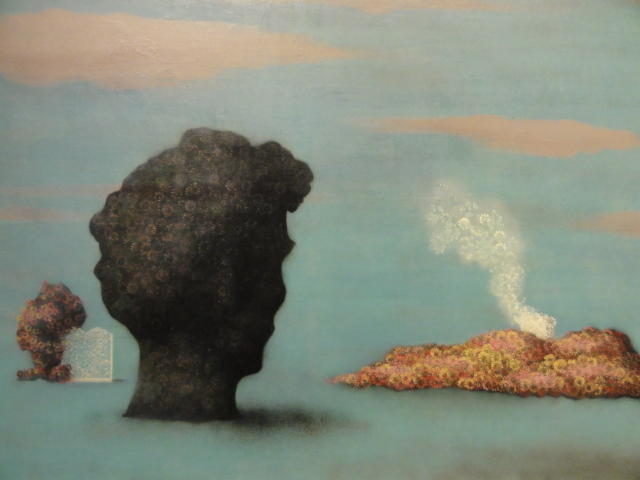
Kitawaki: Herbstliche Erscheinung, 1945

## Die ausgestellten Künstler
- Nishimura Isaku (1884–1963): 2
- Yorozu Tetsugorō (1885–1927): 3
- Onchi Kōshirō (1891–1955): 5
- Ishigaki Eitarō (1893–1958): 3
- Kambara Tai (1898–1997): 4
- Kitawaki Noboru (1901–1951): 4
- Yamaguchi Takeo (1902–1983): 5
- Saitō Yoshishige (1904–2001): 3
- Murai Masanari (1905–1999): 4
- Yoshihara Jirō (1905–1972): 5
- Hasegawa Saburō (1906–1957): 3
- Ai-Mitsu (1907–1946): 2
- Ei-Kyū (1911–1960): 3
- Okamoto Tarō (1911–1996): 2
- Furuzawa Iwami (1912–2000): 29[1]
- Matsumoto Shunsuke (1912–1948): 5
- Onosato Toshinobu (1912–1986): 3
- Abe Nobuya (1913–1971): 3
- Katsura Yuki (1913–1991): 2
- Sugai Kumi (1919–1996): 4
- Iida Yoshikuni (1923–2006): 5
- Shiraga Kazuo (1924–2008): 2
- Maeda Josaku (1926–2007): 2
- Tanaka Atsuko (1932–2005): 2
- Ishii Shigeo (1933–1962): 1
- Takamatsu Jirō (1936–1998): 4

## Katalog
- Schaarschmidt-Richter, Irmtraud (Hrsg.): Die andere Moderne. Japanische Malerei von 1910 bis 1970. Edition Stemmle, 1999. ISBN 3-908161-85-1.